# Indian Tickle (plaats)
Indian Tickle is een plaats in de Canadese provincie Newfoundland en Labrador. De vissersnederzetting bevindt zich in het uiterste oosten van de regio Labrador en is enkel via het water bereikbaar. Indian Tickle heeft al sinds het midden van de 20e eeuw geen permanente inwoners meer, al doet het nog steeds dienst als zomernederzetting voor vissers.

## Geografie
De plaats is gelegen aan een zeegat van de Labradorzee dat eveneens bekendstaat onder de naam Indian Tickle. Dat zeegat scheidt het schiereiland Musgrave Land van het één kilometer oostelijker gelegen Indian Island. De nederzetting Indian Tickle bevindt zich aan de vastelandszijde van het zeegat, op het voornoemde schiereiland. Historisch gezien waren er echter ook enkele fishing rooms op Indian Island en op de twee kleine eilandjes centraal in het zeegat.
Er zijn geen wegen op het Musgrave Land, waardoor Indian Tickle enkel per boot bereikbaar is. De dichtstbij gelegen bewoonde plaats is het 18 km zuidoostelijker gelegen Black Tickle-Domino. Het verlaten gehucht Sand Hill ligt 23 km naar het westen toe.

## Toponymie
De naam Indian Tickle is reeds in gebruik sinds de late 18e eeuw. Het naamdeel Indian verwijst naar de inheemse Inuitbevolking die traditioneel in het gebied leefde, ook al worden zij in moderne context niet langer tot de "indianen" (First Nations) gerekend. Een tickle is dan weer een term uit het Newfoundlands-Engels die verwijst naar een smal zeegat.
De provincie staat bekend om haar vele bizarre en grappigen namen, waartoe ook Indian Tickle soms gerekend wordt aangezien dit kan vertaald worden als "indianenkietel".

## Geschiedenis

### Ontstaan en bloei
Waarschijnlijk was de locatie reeds in de late 18e eeuw in gebruik als een zomeruitvalsbasis van vissers uit Cartwright en de regio van de Sandwich Bay. In de vroege 19e eeuw won de kleine nederzetting aanzienlijk aan belang door de oprichting van twee zogenaamde summer stations, met name handelsposten met bovenal ook uitgebreide infrastructuur voor de visserij en visverwerking (fishing rooms). Deze stations waren enkel tijdens het visseizoen in de zomer actief en waren in handen van respectievelijk de firma Codner and Co. en van de Engelsman Matthew H. Warren. Ze brachten beide jaarlijks personeel per schip over vanuit St. John's en omgeving. De locatie was voor hen interessant aangezien ze niet enkel bij goede viswateren ligt, maar omdat ze zich ook halverwege de belangrijke vissersdorpen Indian Harbour en Battle Harbour bevindt en dus een natuurlijke stopplaats is die op een dag varen kan bereikt worden.
In het visseizoen van 1827 waren er acht schoeners en één brik actief vanuit Indian Tickle. Halverwege de 19e eeuw was de handelspost van Warren uitgegroeid tot een van de belangrijkste aan de Labradorse kust, wat ook de nederzetting ten goede kwam. In 1856 liet Warren te Indian Tickle een van de eerste kerken aan de Labradorse kust bouwen en telde de plaats 11 permanente inwoners, vermoedelijk allemaal medewerkers. In 1864 bereikte Indian Tickle haar piek met 52 permanente inwoners, al schommelde de residerende bevolkingsaantallen zeer sterk doorheen de jaren. In de tweede helft van de 19e eeuw zwol de nederzetting in de zomermaanden steeds zeer sterk aan met de komst van gemiddeld zo'n 250 vissers.
Korte na 1867 liet Warren zijn summer station over aan Richard Hennebury uit Bareneed. In 1874 woonden er nog negen mensen permanent, met opnieuw een piek van 30 inwoners in 1884. Het bleef een belangrijke zomernederzetting in de jaren 1890, met wisselend eigenaarschap van het summer station.

### 20e eeuw - heden
De plaats bleef in de vroege 20e eeuw belangrijk voor de zomervisserij, maar de zogenaamde Labrador fishery ging in die tijd in het algemeen achteruit. In 1901 was de permanente bevolking teruggevallen tot amper zes personen. In 1911 woonden er dertien mensen, dewelke volgens de volkstelling beroepsmatig allen actief waren in de visserij. In 1921 woonden er twaalf mensen het jaar rond. Begin 20e eeuw werd de nederzetting tweewekelijks aangedaan door het stoomschip dat tussen St. John's en Labrador voer.
Volgens de volkstelling van 1935 waren er drie vissersfamilies woonachtig te Indian Tickle, namelijk de families Burdett, Rendell en Parr. Zij waren gezamenlijk goed voor 27 inwoners, al hadden zij allen ook winterwoningen te Sand Hill. Tegen het jaar 1945 was de beperkte permanente bevolking van Indian Tickle hervestigd, waardoor de plaats sindsdien uitsluitend nog een zomernederzetting is.
Ondanks het feit dat de nederzetting vanaf het midden van de 20e eeuw niet langer een kleine permanente bevolking had, bleef ze onafgebroken voortbestaan als zomeruitvalsbasis voor vissers. In 1965 had Indian Tickle een zomerbevolking van 65 personen, bestaande uit twaalf mensen uit het nabijgelegen Cartwright en 57 die helemaal van het eiland Newfoundland kwamen voor de kabeljauwvisserij. Tot 1976 werd Indian Tickle iedere zomer een aantal keer aangedaan door een schip dat post bezorgde aan de tientallen personen die er in die maanden verbleven.
In 1990 was de nederzetting 's zomers in gebruik door twee families uit Cartwright, evenals mensen uit Main Brook en Brigus, en werd ze geregeld aangedaan door Newfoundlanders die de langelijnvisserij bedreven. In dat jaar telde het ooit vrij grote Indian Tickle nog zeven huizen, dewelke in gebruik waren als zomerhuis van vissers of als vakantiewoning. In de jaren 2020 staan er nog steeds zeven huizen en enkele bijgebouwen.